# Titanophoneus
Titanophoneus (gr. "asesino gigante") es un género extinto de terápsido carnívoro perteneciente al suborden de los dinocéfalos que vivió durante el Capitaniense -Tatariano inferior- (Pérmico Medio) en lo que actualmente es Rusia. Sus restos fósiles se encontraron en Isheevo (Rusia europea). 

## Características

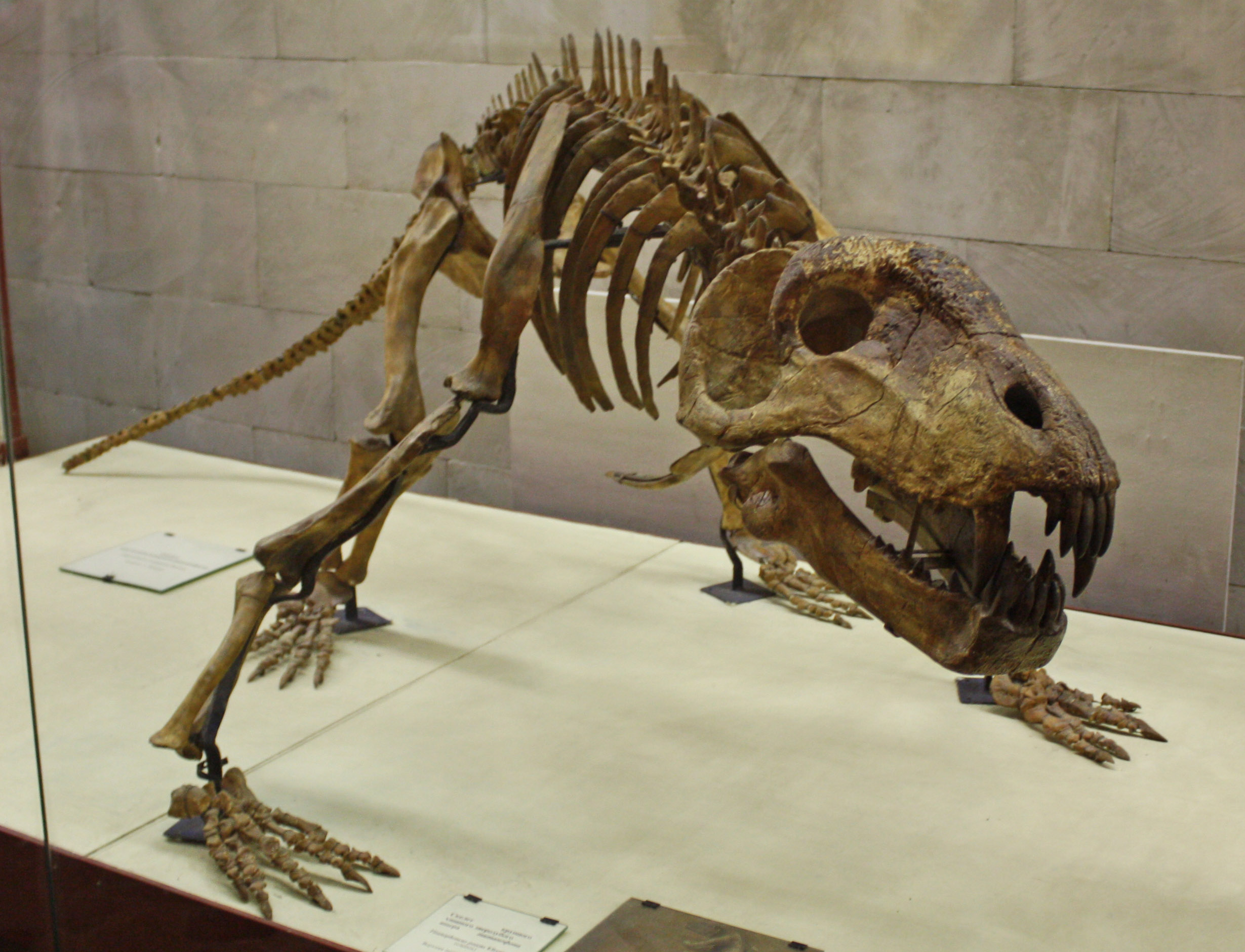
Esqueleto de Titanophoneus potens.

Titanophoneus potens es, junto con Anteosaurus y Doliosauriscus, uno de los anteosaurios más grandes. Un ejemplar adulto pudo alcanzar una longitud total de 2,85 metros, con un cráneo de aproximadamente 80 cm de largo; su peso pudo rondar los 600 kg. Los ejemplares juveniles medían aproximadamente 80 centímetros, con un cráneo de 26 cm de longitud. Titanophoneus potens era claramente el superpredador de su tiempo.

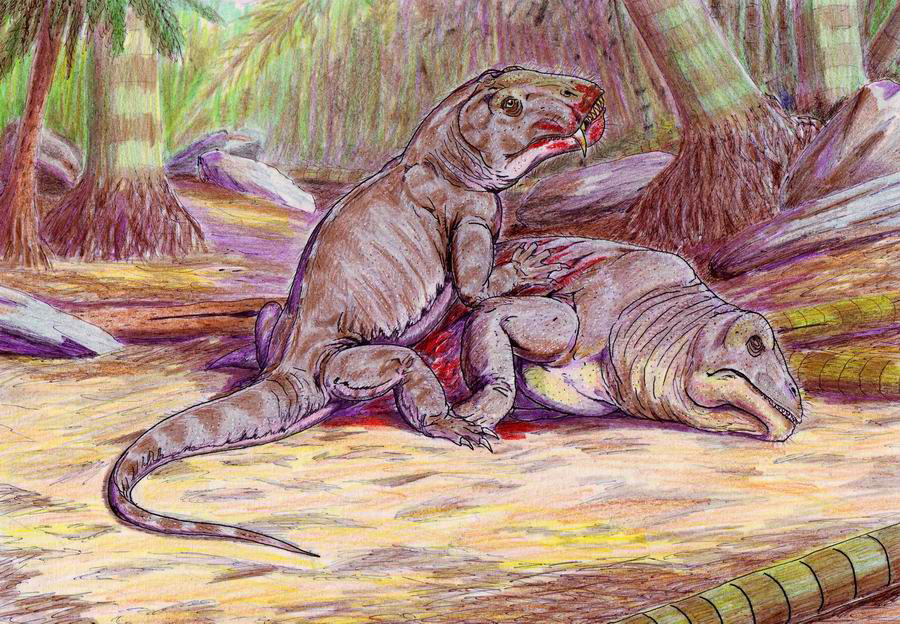
Un Titanophoneus devorando a un Ulemosaurus

Características como una cola larga y los miembros relativamente cortos muestran que Titanophoneus fue un terápsido primitivo. La estructura de los miembros y la densidad de los huesos indican una postura semierecta, con los miembros posteriores más verticales que los miembros delanteros. El aspecto general de Titanophoneus potens evoca al de los pelicosaurios esfenacodontos (como Dimetrodon): la cintura pelviana sigue siendo primitiva, parecida a la de los pelicosaurios; y las vértebras también tienen similitudes con las vértebras de los pelicosaurios. Sin embargo, Titanophoneus potens posee un fémur más esbelto que el fémur de los pelicosaurios.
El cráneo de Titanophoneus posee algunas protuberancias en su parte superior, destacando las que están por encima de las cuenca oculares y alrededor del orificio para el ojo pineal. La fosa temporal está más desarrollada que en terápsidos primitivos como los biarmosuquios, pero menos desarrollada que en terápsidos más avanzados como los gorgonópsidos. Los huesos palatinos tienen entre 7 y 8 dientes arqueados. Los rebordes pterigoideos tienen dos dientes. Los dientes son grandes: 12 incisivos entre las mandíbulas superior e inferior, seguidos por un par de caninos en cada mandíbula (los caninos superiores son grandes y comprimidos transversalmente);por último vienen los pequeños y escasos dientes postcaninos.
Se especula con que Titanophoneus potens fue un gigantotermo parcialmente endotermo.

## Fósiles

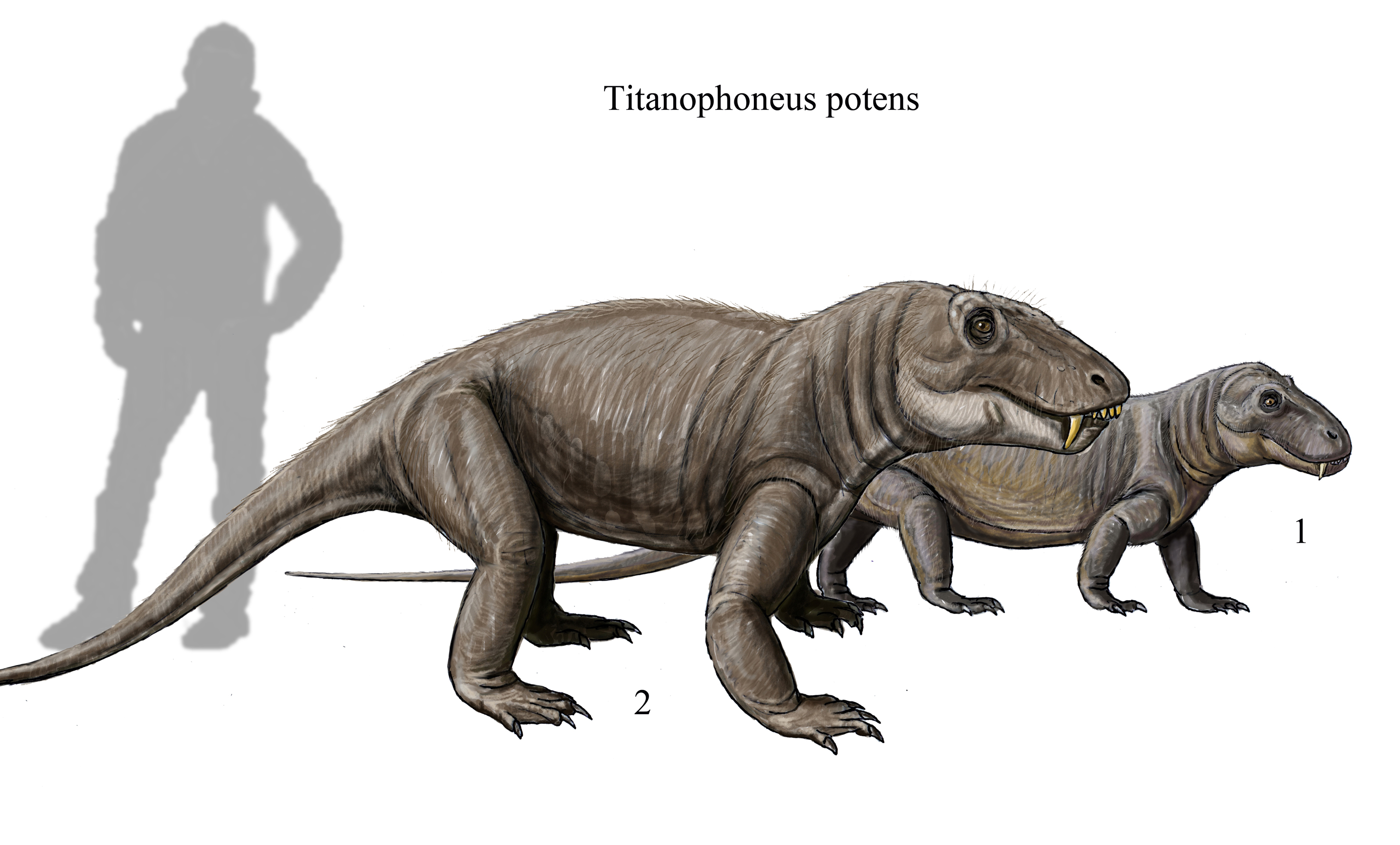
Recreaciones de dos ejemplares comparados con un ser humano.

El holotipo que define a Titanophoneus potens está representado por un esqueleto casi completo. Este material representa un ejemplar juvenil de Titanophoneus potens. El esqueleto tipo tiene una longitud de aproximadamente 3,5 metros, con un cráneo de 263 mm de longitud. También existen restos de, al menos, cuatro ejemplares más. Estos fósiles se encontraron en el valle Kamennyi, cerca de Isheevo (Krai de Perm).

## Imágenes

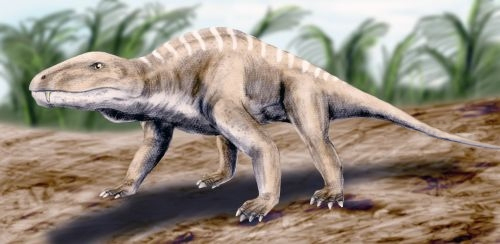
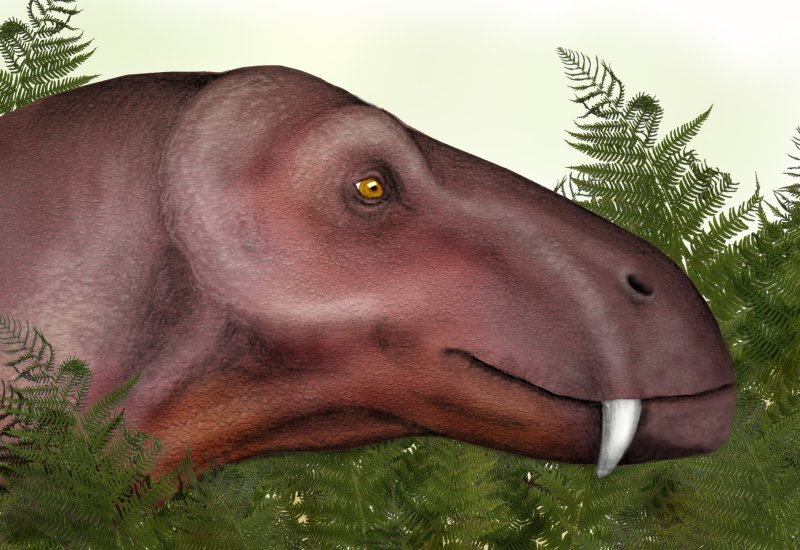
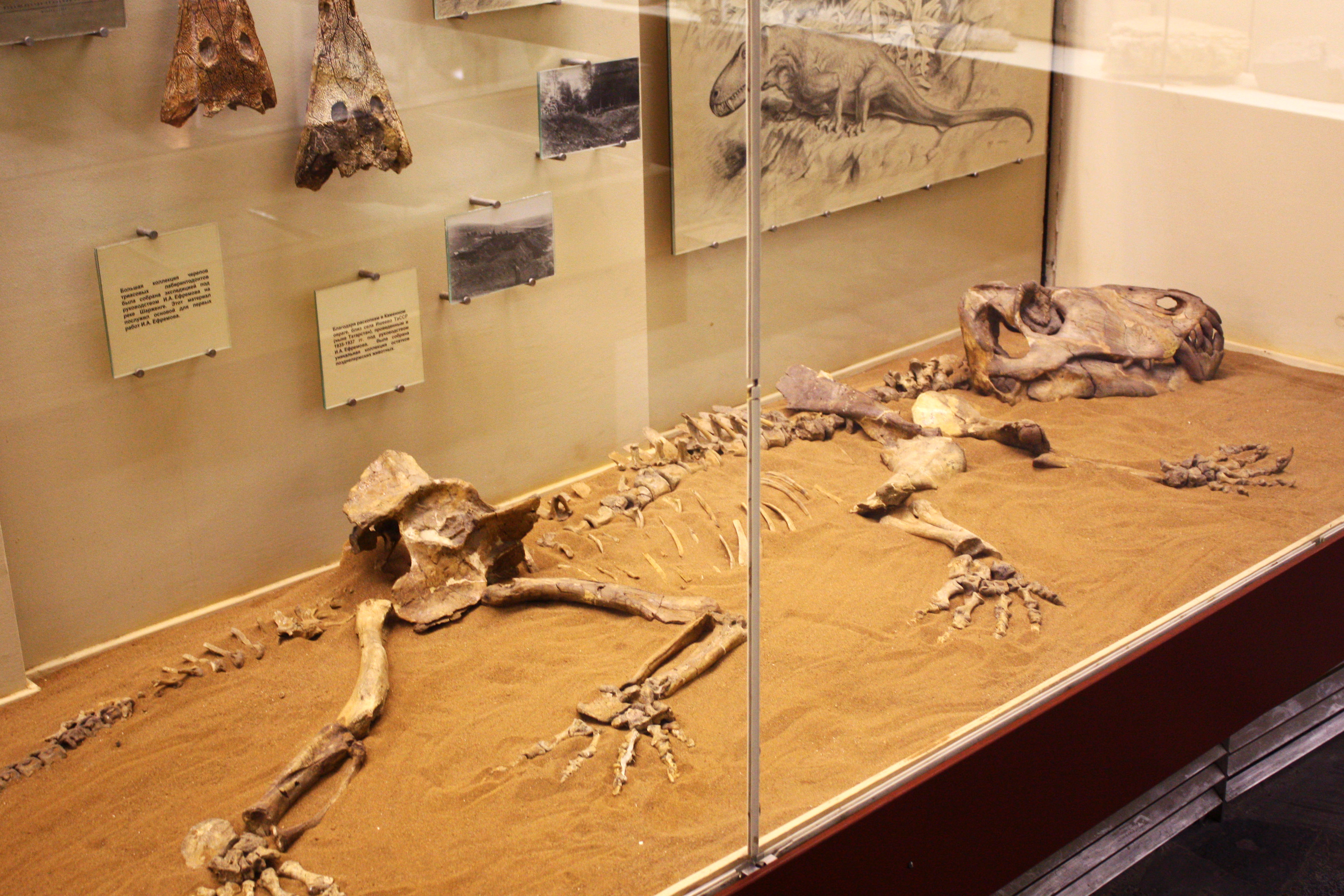